# Frans Fischer
Frans Fischer (* 1875; † 1949) war ein belgischer Politiker der Belgischen Arbeiterpartei (BWP).

## Biografie
Fischer war ursprünglich Journalist. Später war er Beigeordneter für öffentliche Arbeiten der Gemeinde Schaerbeek/Schaarbeek und erwarb sich Verdienste durch den Bau zahlreicher neuer Schulen. Darüber hinaus wurde er zum Mitglied der Abgeordnetenkammer gewählt und vertrat dort den Wahlkreis Brüssel-Halle-Vilvoorde. Außerdem war er zeitweise Vorsitzender der BWP in Brüssel und engagierte sich als Freimaurer in einer Großloge.
Nach der Besetzung Belgiens durch die Wehrmacht wurde er im Sommer 1941 wegen seiner Aktivitäten als Politiker der Arbeiterpartei sowie als Freimaurer verhaftet und in Fort Breendonk, einem Auffanglager der Gestapo, interniert. Am 9. September 1941 wurde er jedoch freigelassen, nachdem der Großmeister der Freimaurergroßloge Guillaume de Hemricourt de Grunne einen Protestbrief an den damaligen belgischen Botschafter im Deutschen Reich, Jacques Davignon, verfasste. Über seinen Aufenthalt und seine Erfahrungen in Fort Breendonk verfasste er 1944 das autobiografische Werk De Hel van Breendonk.
Für seine politischen Verdienste wurde ihm am 3. September 1945 der Ehrentitel Staatsminister verliehen, obwohl er selbst niemals Minister oder Präsident einer Parlamentskammer war. Darüber hinaus wurde die Technische Gemeindeschule von Schaarbeek nach ihm benannt.

## Schriften (Auswahl)
- De Hel van Breendonk (1944)